# Pseudacteon pradei
Pseudacteon pradei är en tvåvingeart som beskrevs av Borgmeier 1925. Pseudacteon pradei ingår i släktet Pseudacteon och familjen puckelflugor. Inga underarter finns listade i Catalogue of Life.